# Hasło: kocham cię
Hasło: kocham cię (ang. P.S. I Luv U, 1991-1992) – amerykański serial kryminalny stworzony przez Glena A. Larsona i Boba Shayne'a oraz wyprodukowany przez CBS Entertainment Production i Glen A. Larson Productions. Tytuł serialu pochodzi od numeru telefonu „Palm Security and Investigations” 774-5888, który po zamianie cyfr na odpowiednie litery brzmi „PSI-LUVU”.

## Opis fabuły
Serial opisuje historię dwóch ludzi, którzy pracowali razem w zaniedbanym Departamencie Policji w Nowym Jorku – byłego policjanta Joeya Paciorka (Greg Evigan) oraz Wandy Tallbert (Connie Sellecca). Nowojorska oszustka postanawia pomóc policji w schwytaniu złodzieja, jednakże sprawy komplikują się, gdy okazuje się, że będzie zeznawać za kilka lat, które musi spędzić objęta programem obrony świadków. Kobieta przeprowadza się do Kalifornii, a także otrzymuje nowe nazwisko, nowego męża oraz nową pracę w prywatnej agencji detektywistycznej w Palm Springs, który jest własnością Matthew Durninga (Earl Holliman).

## Obsada
- Connie Sellecca jako Dani Powell (Wanda Tallbert)
- Greg Evigan jako Cody Powell (Joey Paciorek)
- Rob Narita jako Fuji
- Earl Holliman jako Matthew Durning
- Patrick Macnee jako wujek Ray Bailey
- Sonny Bono jako burmistrz

i inni

## Spis odcinków
| Światowa premiera | Polska premiera | N/o | Angielski tytuł                      |
| ----------------- | --------------- | --- | ------------------------------------ |
|                   |                 |     |                                      |
| SERIA PIERWSZA    |                 |     |                                      |
|                   |                 |     |                                      |
| 15.09.1991        | 06.04.1994      | 01  | Pilot                                |
|                   |                 |     |                                      |
| 21.09.1991        | 13.04.1994      | 02  | Smile, You're Dead                   |
|                   |                 |     |                                      |
| 28.09.1991        | 20.04.1994      | 03  | The Honeymooners                     |
|                   |                 |     |                                      |
| 05.10.1991        | 27.04.1994      | 04  | No Thanks for the Memories           |
|                   |                 |     |                                      |
| 02.11.1991        | 04.05.1994      | 05  | Diamonds Are a Girl's Worst Friend   |
|                   |                 |     |                                      |
| 09.11.1991        | 11.05.1994      | 06  | Unmarried... with Children           |
|                   |                 |     |                                      |
| 16.11.1991        | 18.05.1994      | 07  | What's Up, Bugsy?                    |
|                   |                 |     |                                      |
| 30.11.1991        | 25.05.1994      | 08  | An Eye for an Eye                    |
|                   |                 |     |                                      |
| 07.12.1991        | 01.06.1994      | 09  | Where There's a Will, There's a Dani |
|                   |                 |     |                                      |
| 14.12.1991        | 08.06.1994      | 10  | I'd Kill to Direct                   |
|                   |                 |     |                                      |
| 21.12.1991        | 15.06.1994      | 11  | There Goes the Neighborhood          |
|                   |                 |     |                                      |
| 02.01.1992        | 22.06.1994      | 12  | A Bundle of Trouble                  |
|                   |                 |     |                                      |
| 04.01.1992        | 29.06.1994      | 13  | The Chameleon                        |
|                   |                 |     |                                      |